# Barão da Póvoa de Santo Adrião
Barão da Póvoa de Santo Adrião é um título nobiliárquico criado por D. Luís I de Portugal, por Decreto de data desconhecida, em favor de José Carlos Eugénio de Belém Correia.
Titulares
1. José Carlos Eugénio de Belém Correia, 1.º Barão da Póvoa de Santo Adrião.